# Loče, Slovenske Konjice
Loče este o localitate din comuna Slovenske Konjice, Slovenia, cu o populație de 538 de locuitori.